# 2′-O-Methyluridin
2′-O-Methyluridin (Um) ist ein seltenes Nukleosid und kommt in der tRNA, rRNA, mRNA und snRNA vor. Es ist ein Derivat des Uridins, welches an der Ribose methyliert ist.